# Francis Felix
Pour les articles homonymes, voir Félix.
Francis Félix est un poète belge né à Etterbeek le 17 décembre 1942. Docteur en droit, il a publié en 1992 un recueil de soixante poèmes intitulé D'envers et d'avers.

## Citations
« La mélancolie, c'est l'arrière-goût sucré de la souffrance. »

« … éclats de vers, de verres et de verts, dans un feu d’artifice de saisons, de ripailles, de sourires, de souvenirs d’enfance, de routes, d’autoroutes, de détours et de courriels, de dieux et de Dieu, pour se retrouver finalement dans cet élémentaire besoin d’écrire pour le plaisir d’écrire :
Et puisqu’il faut aller au terme du délire,
Il me faut ajouter ce que je cherche à dire :
Je vous écris ce soir que je n’ai rien à dire,
Et je m’en vais rêver au plaisir d’y souscrire. »